# Nedbrudte Nerver
|  | Denne artikel er oprettet af botten PalnaBot ud fra en ekstern database. Den kan derfor have sproglige fejl eller mangler. Denne skabelon kan fjernes efter kontrol af indholdet. |

Nedbrudte Nerver er en film instrueret af A.W. Sandberg efter manuskript af Laurids Skands.

## Handling
Kriminalkomedie. Politireporter Erik Brandt sendes på rekreation efter at have opklaret et mord for næsen af politiet. Den velfortjente ferie viser sig dog at blive mere hektisk end planlagt, da det ene rovmord følger efter det andet på feriestedet. En attraktiv ung dame, som Brandt forelsker sig i, er tilsyneladende indblandet.